# Stiftelsen Inova i Wermland
Stiftelsen Inova i Wermland bedriver inkubatorverksamhet i Värmland. Arbetet bygger på att fånga upp affärsidéer med god tillväxtpotential och sedan, i inkubatorn, ge dem förutsättningar för att kunna börja skapa affärer. Detta arbete sker genom rådgivning, seminarier, workshops samt tillgång till värdefulla kontakter i en kreativ kontorsmiljö. Företagen får hjälp med att skapa en effektiv organisation och ett brett nätverk kring sin verksamhet. De får även stöd kring värdeskapandet, där varumärkesbyggandet är en viktig del. Inovas verksamhet är öppen mot alla branscher och samarbetar med flertalet aktörer inom såväl näringsliv och universitet som offentlig sektor.
Som finansiärer för Inovas verksamhet står Almi, Karlstads universitet, Region Värmland, Karlstads kommun, Näringslivssamverkan i Kristinehamn och EU.
Sedan 2014 är verksamheten belägen i Innovation Park, ett stenkast från Karlstads universitet. 